# Решетняк, Тимофей Ильич
Тимофей Ильич Решетняк (1906, село Краснополье, Харьковская губерния — неизвестно, село Краснополье, Славянский район, Донецкая область) — председатель колхоза «Красное поле» Славянского района Сталинской области, Украинская ССР. Герой Социалистического Труда (1948).

## Биография
Родился в 1906 году в крестьянской семье в селе Краснополье Харьковской губернии. С раннего возраста трудился в сельском хозяйстве. Во время коллективизации вступил в колхоз «Червоное поле» Славянского района (сегодня — Краматорский район). Трудился бригадиром полеводческой бригады. По итогам работы в 1935 году его бригада получила более 240 пудов зерновых с каждого гектара. За эти выдающиеся трудовые достижения в числе с другими 12 земледельцами Сталинской области был награждён Орденом Ленина. Трудился в колхозе до призыва в ноябре 1941 года в Красную Армию по мобилизации.
Участвовал в Великой Отечественной войне. Воевал в составе 278-й стрелковой дивизии, затем — в составе 63-й гвардейской отдельной разведывательной роты 60-й гвардейской стрелковой дивизии при обороне Сталинграда, освобождении Запорожья, Яссо-Кишинёвской операции и штурме Берлина. С 1943 года член ВКП(б). После демобилизации возвратился на родину и продолжил трудиться в колхозе «Красное поле». Вскоре был избран председателем этого же колхоза.
В 1947 году колхоз сдал государству в среднем по 30 центнеров пшеницы с площади 40 гектаров. Указом Президиума Верховного Совета СССР от 16 февраля 1948 года удостоен звания Героя Социалистического Труда за «получение высоких урожаев пшеницы, ржи, кукурузы и сахарной свёклы в 1947 году» с вручением ордена Ленина и золотой медали «Серп и Молот».
После выхода на пенсию проживал в родном селе Краснополье. Дата смерти не установлена.

## Награды
- Герой Социалистического Труда
- Орден Ленина — дважды (30.12.1935; 16.02.1948)
- Орден Красной Звезды (17.12.1943)
- Орден Славы 3 степени (19.04.1944)
- Орден Отечественной войны 2 степени (22.02.1945)
- Медаль «За оборону Сталинграда» (22.12.1942)